# Sifó (gastronomia)

Esquema d'un sifó

Un sifó en cuina és un dispositiu que serveix per a inserir aire o altres gasos en una preparació líquida, i que específicament es refereix a un envàs generalment de vidre amb el que se serveix aigua carbonatada. Cal remarcar que, malgrat el seu nom, no es tracta d'un veritable sifó físicament parlant, el qual no actua sota pressió.

## Història i ús
Els sifons es van estendre per tot el món des de la seva invenció a França el 1829, quan dos inventors francesos van fer la primera patent d'un sistema per servir aigua carbonatada tot assegurant que el líquid remanent no perdés gas.
Els primers sifons servien per afegir carbonat de sodi (les bombolles) a begudes i còctels. Altres sifons, encara en ús popular sobretot a Nord i Sud Amèrica, i en menor mesura a Europa, inclosa Catalunya, servien només per a servir aquestes begudes, que es poden preparar fàcilment sense cap mena d'estri extern afegint per exemple hidrogencarbonat de sodi en pols a l'aigua, suc o altra beguda.

## El sifó com a tècnica per a fer escumes

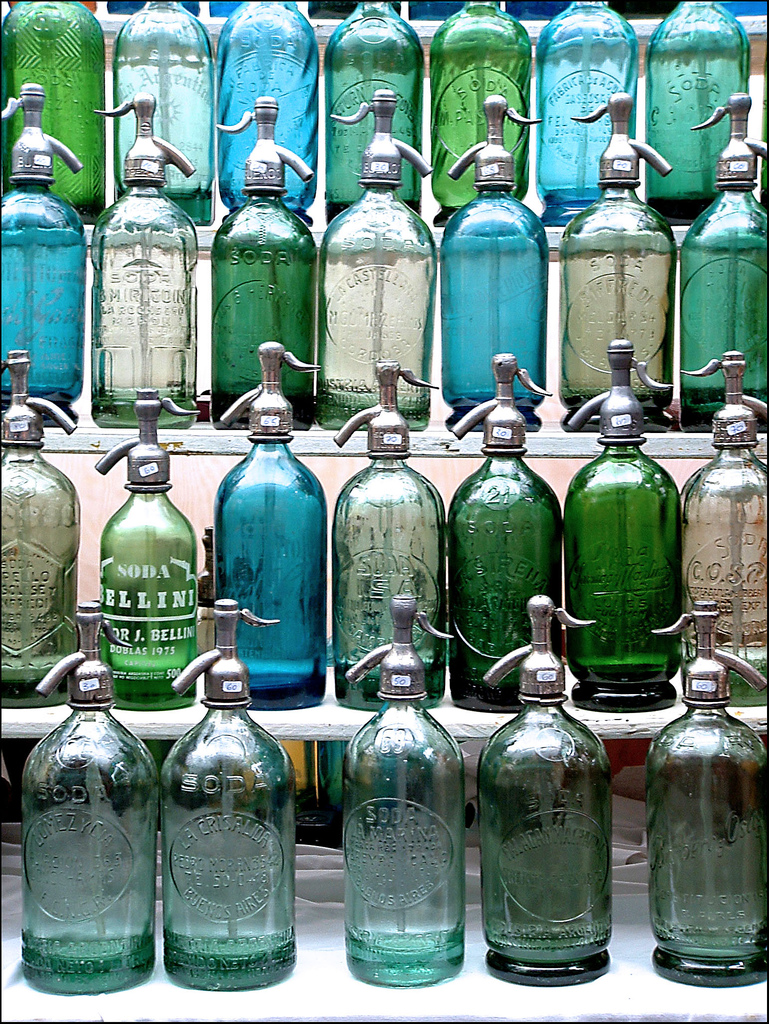
Sifons antics

El 1994, el cuiner Ferran Adrià va començar experimentant amb aire a pressió per a fer escumes i altres preparacions. Des del 1997 en va crear un per vendre al gran públic que permet muntar nata o lligar salses (com la maionesa o l'allioli) i fins i tot fer escumes i cremes, moltes de les quals es poden congelar per a obtenir gelats. Alguns munten nata però no fan escumes i d'altres en comptes d'una ampolla tenen de fet un termo, cosa que permet mantenir calentes les preparacions. Cal recarregar l'aire que afegim a les preparacions, aquest aire es ven comprimit en cartutxos i de fet conté pràcticament només gas dinitrogen (N₂), que és el gas que forma el 80% de l'aire ambient (l'altre 20% és oxigen).
En cuina, les escumes es fan afegint una gran quantitat d'aire a una preparació líquida o cremosa. Els mètodes tradicionals eren batre clares d'ou a punt de neu o muntar nata i incorporar això, que conté aire al seu interior, en una crema, amb cura per no aixafar-lo, que a la pràctica significa que l'aire surt. Aquestes preparacions, sovint s'havien de coure, congelar o refredar afegint gelatina tot seguit amb el fi que l'aire hi quedés atrapat.
El mot francès mousse, que en català vol dir «escuma», s'havia fet servir també en altres llengües per a referir-se a preparacions d'aquest estil que, a més, per a assegurar un tacte cremós, solien afegir una gran quantitat de greix animal, típicament mantega o nata.
Però aquesta cremositat no és necessari obtenir-la amb greix quan es pot obtenir més eficientment amb més quantitat d'aire. A més, aquests greixos, més els ingredients necessaris per a aportar l'aire (nata, ous, etc.) amaguen el gust dels ingredients principals. Això és especialment problemàtic quan es fan servir ingredients de bona qualitat i quan la presentació d'aquests productes no és la tradicional, ja que l'aspecte d'aquests ens dona pistes per a saber el que estem menjant -i per tant per a trobar-ne el gust- que no hi són quan aquest el veiem en forma líquida o escumosa, de manera que perd (o, per a alguns, canvia) la seva forma, la textura, etc.
El sifó permet, per exemple, fer una escuma de taronja simplement afegint aire a un suc natural de taronja, amb la qual cosa no hi ha ingredients externs que modifiquin o amaguin el gust de la taronja. Aquesta nova manera de fer escumes pures sense haver d'afegir ingredients estranys ha pres en català el nom d'escuma i per mitjà del Ferran Adrià primer, i d'altres que l'han seguit després, ha passat a moltes llengües, inclòs el francès, amb la paraula castellana espuma, per a diferenciar-los de les mousses.